# Bryce Quirk
Pour les articles homonymes, voir Quirk.
Bryce Quirk né en 1978 est un triathlète professionnel australien, champion d'Océanie de triathlon en 2005.

## Palmarès en triathlon
Le tableau présente les résultats les plus significatifs (podium) obtenus sur le circuit international de triathlon depuis 2002,.
| Année | Compétition                           | Pays         | Position           | Temps           |
| ----- | ------------------------------------- | ------------ | ------------------ | --------------- |
| 2006  | Championnat d'Océanie                 | Australie    | Médaille de bronze | 1 h 51 min 45 s |
| 2006  | Coupe d'Asie - l'étape de Singapour   | Singapour    | Médaille d'or      | 1 h 49 min 35 s |
| 2005  | Championnat d'Océanie                 | Australie    | Médaille d'or      | 1 h 52 min 43 s |
| 2005  | Coupe d'Asie - l'étape de Macao       | Macao        | Médaille d'or      | 1 h 48 min 27 s |
| 2004  | Coupe du monde - l'étape de Tongyeong | Corée du Sud | Médaille d'argent  | 1 h 50 min 28 s |
| 2004  | Coupe d'Asie - l'étape de Macao       | Macao        | Médaille d'or      | 1 h 54 min 37 s |
| 2003  | Coupe du monde - l'étape de Makuhari  | Japon        | Médaille d'argent  | 1 h 47 min 27 s |
| 2003  | Coupe d'Asie - l'étape de Seorak      | Corée du Sud | Médaille d'argent  | 1 h 52 min 43 s |
| 2002  | Coupe d'Asie - l'étape de Miyagi      | Japon        | Médaille d'or      | 1 h 49 min 28 s |
| 2002  | Coupe d'Asie - l'étape de Hokkaido    | Japon        | Médaille d'argent  | 1 h 55 min 42 s |